# Salamandra comuna
La salamandra, salamandra comuna o salamàndria (Salamandra salamandra) és una espècie d'amfibi urodel de la família dels salamàndrids (Salamandridae), en la qual estan inclosos la majoria dels urodels europeus.
Té una longitud mitjana de 18 cm i la pell llisa. És inconfusible pels seus colors vius, fons negre amb taques grogues molt variables, que adverteixen de les secrecions irritants que pot desprendre, cosa que li serveix de defensa davant els depredadors. Les poblacions s'estenen pel centre i sud d'Europa, des de Portugal fins als Carpats. Es tracta d'una espècie associada a hàbitats de boscos humits; les seves larves es desenvolupen en aigües molt netes. Té hàbits terrestres i nocturns. La reproducció és ovovivípara.
La salamandra està protegida per la legislació, però la destrucció o alteració de l'hàbitat són amenaces que l'afecten. Moltes supersticions associades a la salamandra en fan un ésser diabòlic o, si més no, nociu i resistent al foc.

## Morfologia
Es tracta d'un urodel gros i robust, amb una longitud mitjana total de 18 centímetres, amb màxims fins a 25 centímetres i d'uns 24 grams de pes. Té la cua amb secció bàsicament cilíndrica i amb una llargada semblant a la del cos i el cap junts, no presenta ni crestes ni membranes interdigitals; les potes són llargues i gruixudes, amb quatre dits a la mà i cinc al peu. Darrere els ulls, té dues glàndules paròtides amb porus grossos que es poden observar a simple vista. El cap és ample, amb el musell arrodonit i els ulls grossos i foscos.
Té la pell llisa i lluent amb colors vius. Sobre un fons negre intens hi destaquen les taques grogues. L'abundància, la disposició i/o extensió d'aquestes taques són molt variables. Pot ser gairebé negre amb punts grocs, tenir taques grogues extenses, o bé línies grogues longitudinals, amples i dominants. La part inferior de l'animal és fosca, rarament amb taques clares.
El dimorfisme sexual està poc accentuat. Tot i que els mascles acostumen a ser més esvelts que les femelles, la diferència més visible és la major grandària dels llavis cloacals del mascle durant l'època de zel.

### Larves

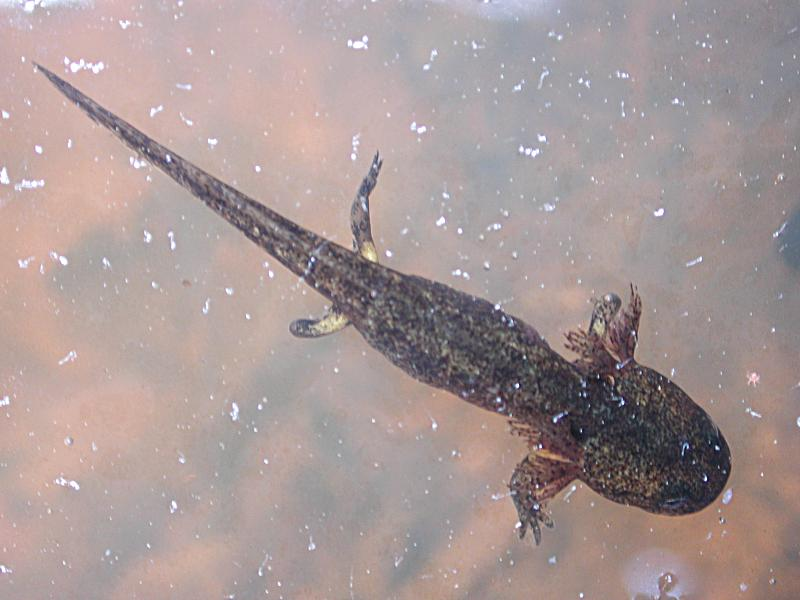
Larva de salamandra

Neix amb una longitud total aproximada d'entre 2,5 i 3,5 cm i les quatre extremitats ben formades, amb una taca blanca a la base de cada pota i els dits llargs. Té el cap gros i ample, i tres plomalls branquials a cada costat, de llargada moderada, però densos. L'inici de la cresta dorsicaudal és a la meitat del tronc i la cua no té l'extrem punxegut. La part dorsal acostuma a ser grisa o bruna, amb taques fosques abundants i denses, que li donen una tonalitat general molt fosca. Durant l'etapa de larva viu dins de l'aigua, i generalment abandona el medi aquàtic després de la metamorfosi, quan té una longitud total d'entre 4 i 6 cm, o més. La durada del període larvari oscil·la entre les dues setmanes (en alguns punts de la península Ibèrica no catalana) i els 5 mesos.

## Distribució

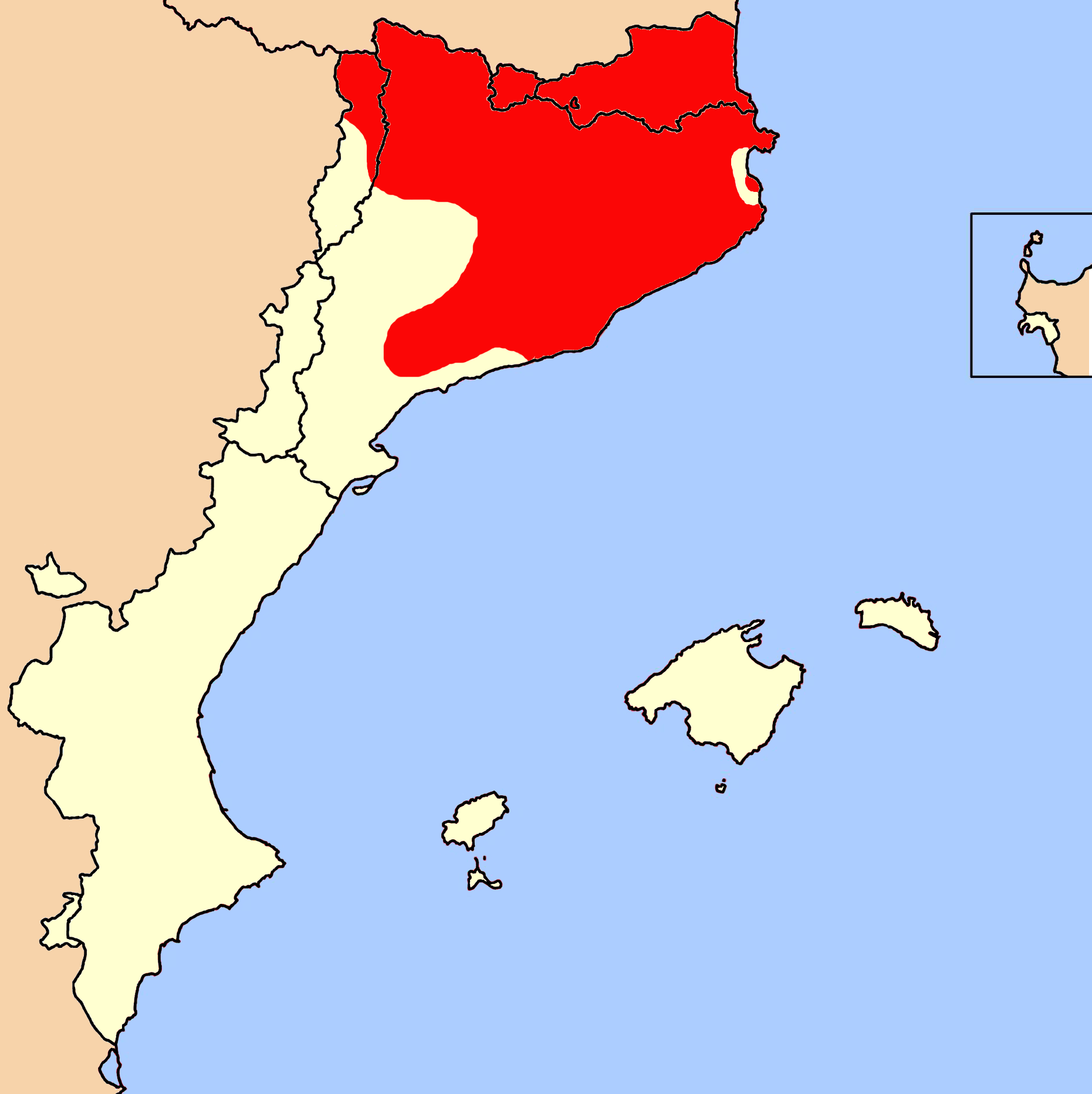
Mapa de distribució de la salamandra als Països Catalans

La salamandra comuna és una espècie present gairebé a tota l'Europa continental, des de la península de Jutlàndia al sud d'Itàlia, des de Grècia a la península Ibèrica, i des dels Carpats a l'extrem sud de Portugal. Hi ha animals semblants al nord-oest de l'Àfrica i a parts del sud-oest d'Àsia, però es classifiquen com espècies diferents.
La salamandra es distribueix de manera discontínua als Països Catalans. A causa de la seva higrofília, hom pot trobar-la des del nivell del mar fins a uns 2.000 m d'altitud, però és més freqüent a les muntanyes mitjanes. Habita a la Catalunya del Nord i a totes les comarques gironines i barcelonines, i també a Andorra i altres àrees pirinenques, prepirinenques i de la Catalunya central. A la Catalunya meridional, és present al nord del riu Ebre, especialment a les serres prelitorals. No és present al delta de l'Ebre, a la plana de Lleida ni a les zones de climes més àrids, a la plana de l'Empordà, i recentment ha desaparegut al delta del Llobregat. Tampoc no es troba a les comarques valencianes, a les Illes Balears, ni a l'Alguer.

## Hàbitat
Espècie d'hàbits terrestres i típicament forestal, als Països Catalans es presenta gairebé sempre en zones amb més de 500 mm de precipitació anual. D'afinitat eurosiberiana, prefereix la humitat: és més comuna a les zones amb elevada cobertura forestal i caducifolis. La seva preferència són els boscos de planifolis frescos i humits, en especial als marges, i més rarament boscos de coníferes i boscos mediterranis. Sovint es troba entre faigs, roures i castanyers, i a menor densitat entre alzines sureres, pins i alzines, així com, a gran altitud, en prats alpins i torberes. Mostra predilecció per les àrees obagues de muntanya, li agraden els vessants molsosos amb arbustos i pedres, així com el sotabosc amb abundants soques o brancatge caigut i fullaraca humida. Sempre es troba a prop d'aigües adients per a la reproducció.
Les larves són aquàtiques i es troben en rierols i torrents amb un corrent gairebé inexistent, petit o molt lent. Per tant, les larves es concentren amb preferència a les gorgues i vores lentes. També se'n troben en fonts, basses naturals o d'obra, petits embassaments i canals, sempre que siguin accessibles. Toleren cert grau d'eutrofització de l'aigua, però sempre que sigui fresca i oxigenada, si bé és molt més abundant en aigües netes; possiblement, per aquest motiu, popularment se la considera indicadora d'aigües de bona qualitat.

## Ecologia
Els seus moviments són lents i pausats. Quan caminen, aixequen un xic el cos del terra i, normalment, entre desplaçaments curts, fan pauses llargues en les quals descansen sobre el ventre, però amb el cap alt i vigilant. Les salamandres espantades poden fugir força ràpid, però com que es cansen de seguida, aviat tornen al seu caminar lent.
Són d'activitat predominantment nocturna, tot i que en climes humits se les pot veure de dia en jornades plujoses o boiroses i de temperatures suaus. Són actives entre els 2 °C i els 18 °C, tot i que concentren la major part dels moviments entre els 8 °C i els 14 °C i quan la humitat és superior al 95%. Romanen inactives quan les temperatures no superen els 3 °C o amb temps sec o ventós. En zones pirinenques de més altitud, presenten un període d'hibernació més o menys prolongat, mentre que en zones de clima menys rigorós, l'activitat es desenvolupa principalment de setembre a maig i pot interrompre's durant els mesos més calorosos i secs. A grans trets, es pot dir que la hibernació és més o menys prolongada a muntanya i l'estivació és de duració variable a les zones seques. A la major part de Catalunya, el període d'activitat va de setembre a maig aproximadament, però a la zona pirinenca és de març a juny. El millor moment per observar salamandres és després d'uns quants dies de pluja. En determinats boscos humits i temperats del Montseny o la Garrotxa s'ha observat la seva activitat durant tot l'any.
Són criatures molt sedentàries, i tenen un domini vital d'entre 10 i 150 m. Durant el dia i els períodes d'inactivitat busquen amagatalls sota pedres i troncs, i arriben a utilitzar els caus d'altres animals. Són animals solitaris, però si troben bons amagatalls poden compartir l'espai amb altres salamandres.
Les salamandres poden viure 20 anys en estat salvatge, i fins a 50 anys en captivitat.

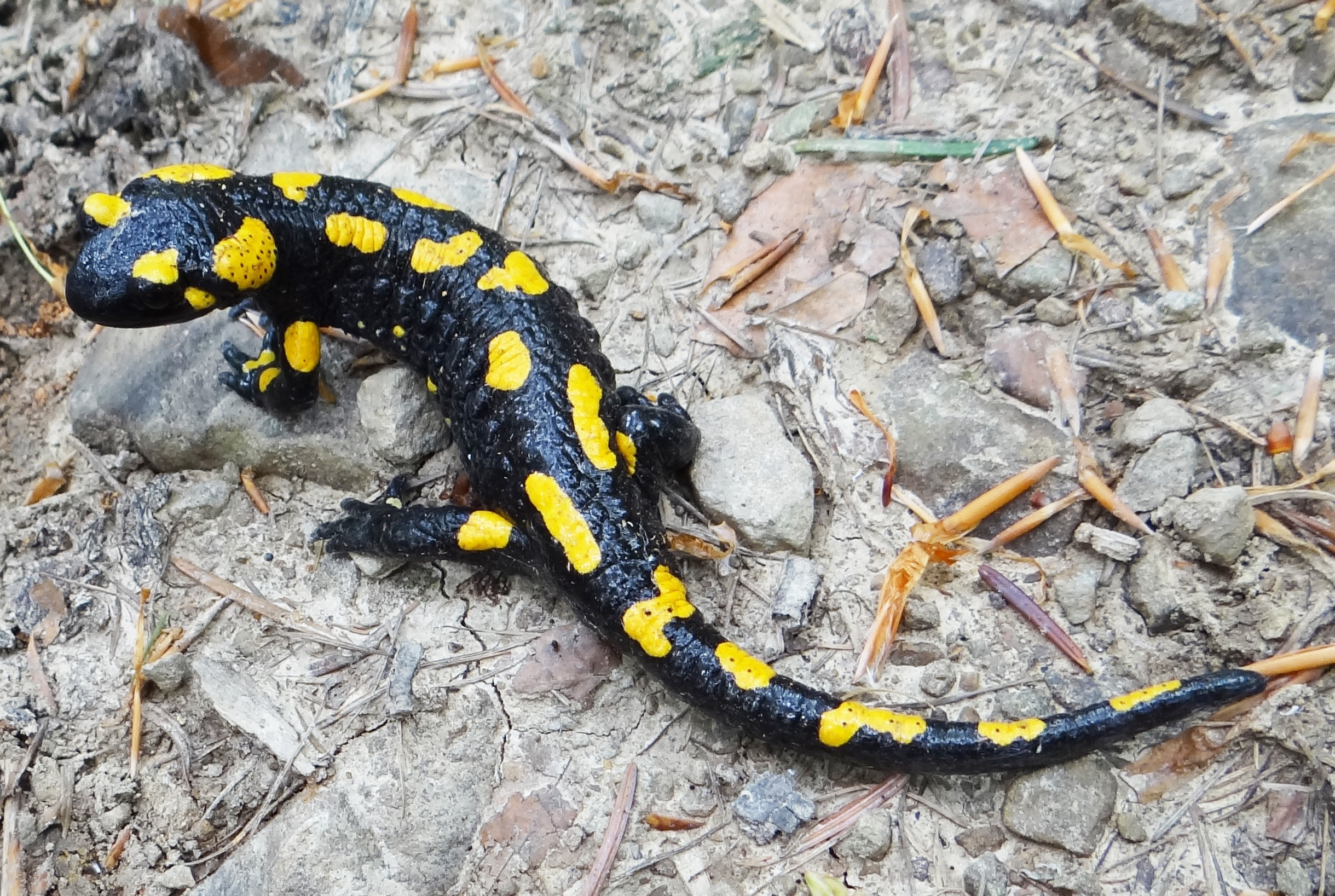
Salamandra salamandra

### Reproducció
Els exemplars d'aquesta espècie arriben a la maduresa sexual als 3 o 4 anys, moment a partir del qual són capaços de reproduir-se. Les salamandres s'aparellen a terra i de nit i les modalitats reproductives varien també entre poblacions. És a la tardor quan entren en zel, però el zel pot allargar-se fins a mitja primavera. El mascle és atret per l'olfacte per la femella i, quan la intercepta, la segueix i es col·loca sobre ella, va lliscant cap a sota rítmicament, i fa fregar el musell amb el coll de la femella. L'aparellament té una durada d'entre 2 i 6 minuts. Sovint els mascles intercepten les femelles quan van a parir. Quan hi ha competència es poden produir lluites rituals entre mascles.
El mascle diposita a terra un espermatòfor d'uns 10 mm de longitud. Llavors, col·loca la femella en la posició adequada perquè l'absorbeixi a través de la seva cloaca. Posteriorment se separen. Les femelles tenen una espermateca, una petita cavitat del conducte oviductal que els permet emmagatzemar l'esperma el temps necessari fins que les condicions ambientals siguin propícies perquè es produeixi l'ovulació. La gestació pot durar fins a 8 mesos, normalment entre 6 i 8.
La salamandra és ovovivípara; els ous es desenvolupen a l'interior de la femella, fins que les larves ja formades són dipositades a l'aigua, en nombre variable, entre 1 i 70. A vegades, la posta de larves pot contenir algun ou no fecundat. Les larves poden néixer de cap o de cua, i no poques vegades enrotllades. Per parir les larves, la femella posa tot el cos dins l'aigua si la fondària és de pocs mil·límetres i hi ha poc corrent. En cas contrari, es limita a posar a l'aigua la part posterior del cos, agafant-se tan sols per les potes davanteres a la riba. Com que no són bones nedadores, a vegades algunes moren ofegades.
Algunes subespècies, com la fastuosa, present a la Vall d'Aran, o la bernardezi, poden parir individus completament metamorfitzats. En aquesta forma, es produeixen fenòmens de canibalisme intrauterí, en què les larves, tot i estar dins la mare, depreden altres larves i/o ous, i llavors el nombre d'individus finalment alliberats es redueix a menys de 15.

### Dieta
Les salamandres mengen principalment preses d'entre 4 i 20 mm: petits artròpodes, insectes (dípters, himenòpters, coleòpters i blatodeus), gastròpodes (caragols i llimacs), oligoquets (cucs de terra), quilòpodes (centpeus), aràcnids, isòpodes (com el porquet de sant Antoni) i les seves larves i altres invertebrats.
Pel que fa a les larves, són molt voraces i localitzen activament petits crustacis i insectes aquàtics (adults i larves) de tricòpters, plecòpters, dípters, etc. Fins i tot arriben a devorar altres congèneres gairebé de la seva mateixa mida.

## Depredadors
Els exemplars adults pràcticament no tenen depredadors, tot i que esporàdicament alguns poden incloure'ls en la dieta. Entre els animals que s'alimenten de les larves de la salamandra hi ha rèptils com la serp de collaret, la serp d'aigua i els escurçons, mamífers com el turó comú, la llúdriga, la guilla, el visó i el porc senglar, i ocells com el xot eurasiàtic, l'òliba comuna, l'aligot comú, el xoriguer comú o la garsa.
La majoria dels depredadors, com els escurçons, la serp d'aigua, alguns ocells i altres espècies d'amfibis, escullen com a presa les larves de salamandra, que també poden ser devorades per larves de libèl·lules, ditiscs, escorpins aquàtics i altres amfibis. La truita comuna sembla un predador voraç de les larves i la població de salamandra es troba localment disminuïda en trams fluvials on s'ha introduït, com per exemple al Montseny.

## Sistemes de defensa

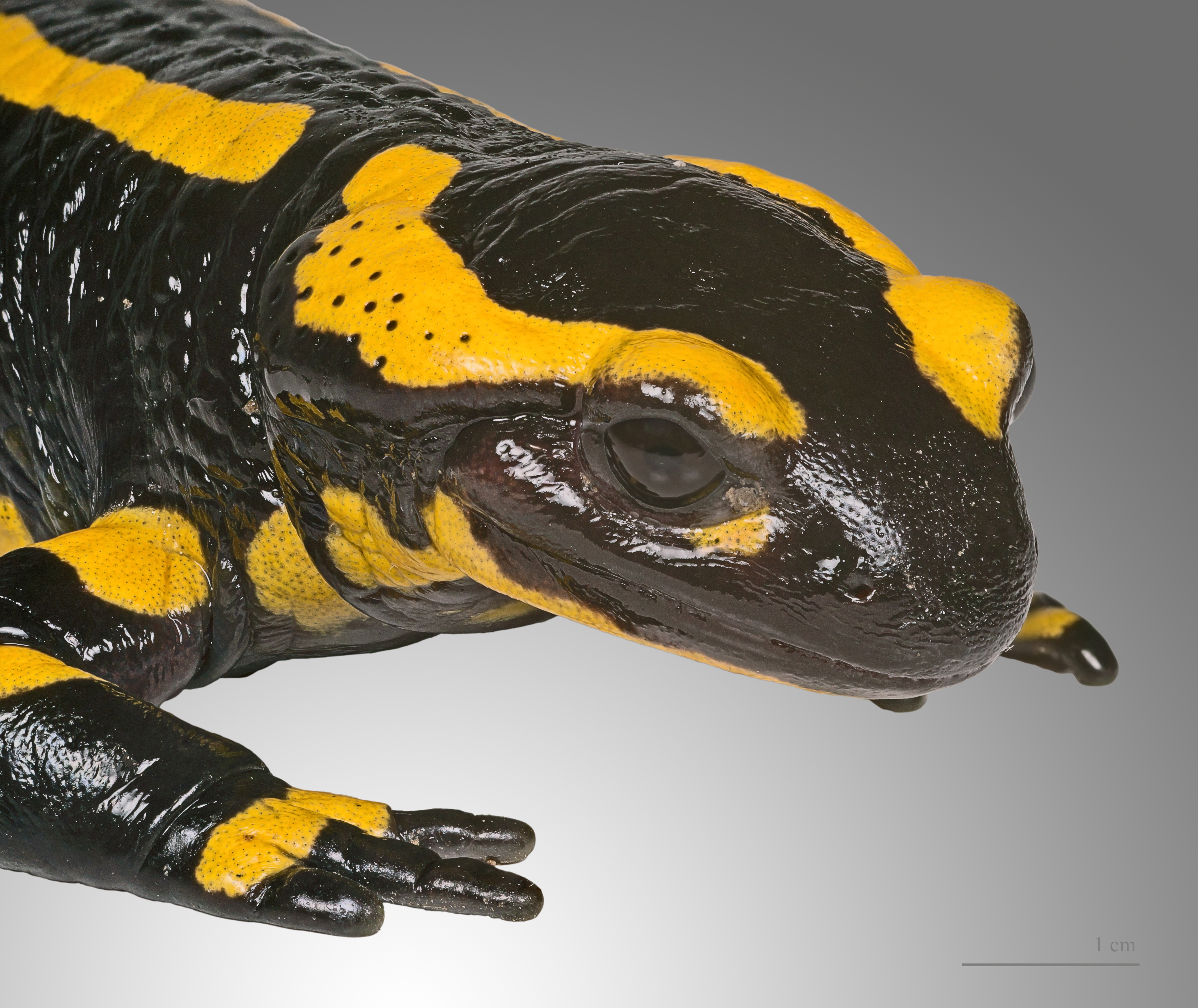
Detall d'un exemplar on s'observa la glàndula paròtide

Davant una amenaça, les salamandres adopten una postura defensiva arquejant el cos, exhibint els seus colors i les glàndules paròtides. Està protegida per l'abundant secreció blanca i nociva de la seva pell, que pot llençar activament a certa distància des de les glàndules de la superfície del dors, la qual irrita la boca i els ulls dels seus predadors. Els colors brillants del seu cos avisen d'aquest sistema de defensa, de manera que el possible predador s'ho pot pensar dos cops, abans d'atacar. Aquesta secreció tòxica blanquinosa, de caràcter defensiu, conté un alcaloide verinós derivat del colesterol i conegut com a salamandrina, que té un fort efecte neurotòxic quan és absorbit per epitelis o mucoses i que pot produir lesions d'importància als possibles depredadors. En circumstàncies molt concretes, les salamandres són capaces de polvoritzar a distància sobre l'agressor les secrecions verinoses des de les seves glàndules dorsals. En aquests casos, la secreció pot arribar a distàncies d'entre 40 i 200 cm, i ser projectada a una velocitat de fins a 300 cm/s. Per als humans resulta completament inofensiva. En cas d'haver-ne tocat una, n'hi ha prou de rentar-se bé les mans per evitar possibles irritacions als ulls i la boca.

## Protecció i amenaces
La salamandra està protegida per les normatives autonòmiques, estatals i europees. A Catalunya, està inclosa com a espècie protegida de la fauna salvatge autòctona com a categoria D per l'annex del Decret Legislatiu 2/2008, del 15 d'abril, pel qual s'aprova el text refós de la Llei de protecció dels animals. La Llei estatal 42/2007, del 13 de desembre, del patrimoni natural i de la biodiversitat, no cataloga l'espècie com a protegida, però preveu un règim de protecció de tota la fauna silvestre, tant si és catalogada com a protegida com si no. En l'àmbit europeu, l'espècie està inclosa en l'Annex III del Conveni de Berna, relatiu a la protecció del medi silvestre i del medi natural a Europa.
Als territoris més humits dels Països Catalans, sembla que no té problemes importants de conservació, però en algunes poblacions aïllades de zones litorals i meridionals ha desaparegut. La contaminació o alteració de fonts, torrents i d'altres punts d'aigua, poden afectar negativament l'espècie, igual que els incendis, la destrucció localitzada de l'hàbitat, la gestió forestal duta a terme sense tenir en compte l'espècie, la recol·lecció amb fins comercials (és a dir, el comerç de mascotes), la introducció d'espècies depredadores —principalment peixos (salmònids) i crancs de riu— i la fragmentació de la població. La mortalitat dels adults a les carreteres és una amenaça localitzada en algunes parts de la seva àrea de distribució. També cal tenir en compte altres factors molt importants, com l'augment de l'aridesa, amb períodes prolongats de sequera, i l'explosió demogràfica del porc senglar, que deteriora els seus punts de reproducció. No es pot descartar l'afectació que poden arribar a tenir les malalties infeccioses o parasitàries en algunes poblacions.

## Mites i supersticions

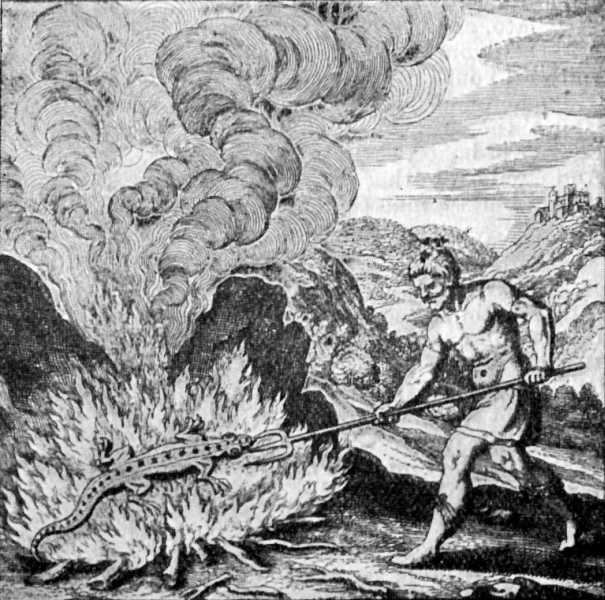
Salamandra entre flames en un llibre d'alquímia medieval

La salamandra va unida al mite i a la llegenda, resistent al foc, símbol de la puresa, buscada per alquimistes per fer potents pocions, extremadament verinosa, perquè ja en l'antiguitat va matar 4.000 homes de l'exèrcit d'Alexandre Magne que van beure d'un torrent on habitava... A Galícia és responsable d'enverinar la llet de les vaques en xuclar de les seves mamelles. En el folklore de molts llocs, hom diu que aquest animal pot sobreviure al foc, refugiat sovint en fusta morta, apareix si aquesta fusta es posa en una foguera. A Catalunya, entre principis i mitjans del segle xx, hi havia un tipus d'estufa coneguda com la «salamandra», nom que prové indubtablement del mite de la resistència al foc d'aquest animal. El paral·lelisme bíblic amb la bardissa inconsumible que es presentà davant Moisès va convertir la salamandra en un símbol de la fe.
La civilització cristiana l'ha considerada, igual que la majoria d'amfibis i rèptils, com un animal impur i pròxim al diable. Durant l'edat mitjana, quasi sempre anava unida a pocions i artificis de mags i bruixes. Tots aquests antecedents no l'han afavorida gens, ja que, en l'àmbit rural, quan algú se'n trobava una, directament la trepitjava o l'aixafava amb una pedra. Malauradament, avui en dia, la situació continua sent la mateixa, i moltes salamandres adultes són aixafades cada any, simplement per por i desconeixement. A l'edat mitjana es creia que naixien del foc perquè habitaven als troncs i al tirar els troncs al foc aquestes eixien.
Una altra creença popular, que indica que hom pot beure tranquil·lament aigua on hi ha salamandres, té una base prou científica, perquè és obtinguda mitjançant l'observació: efectivament, les salamandres trien aigües extremament netes per a llurs larves. També es diu que, amb la seva activitat, marca el temps que farà: s'amaga quan ve la secada i surt quan ha de ploure o han de créixer els torrents.
Per bé o per mal, aquestes virtuts i maldats formen part del mite i res no tenen a veure amb la realitat.

## Subespècies
Hi ha diverses subespècies de l'espècie Salamandra salamandra:
| - Salamandra salamandra almanzoris - Salamandra salamandra bejarae - Salamandra salamandra bernardezi - Salamandra salamandra beschkovi - Salamandra salamandra crespoi - Salamandra salamandra fastuosa | - Salamandra salamandra galliaca - Salamandra salamandra gigliolii - Salamandra salamandra morenica - Salamandra salamandra salamandra - Salamandra salamandra terrestris |

Sovint, encara apareix com a subespècie de salamandra la salamandra penibètica (S. s. longirostris), ja que fins fa poc no era considerada una espècie diferent.
Les poblacions catalanes pertanyen a la subespècie S. s. terrestris, present des del nord-est peninsular fins als Països Baixos, i a la Vall d'Aran es troba la subespècie S. s. fastuosa, que s'estén des d'aquest punt fins a l'est de la serralada Cantàbrica.